# Liste d'élections en 1896
Chronologie des élections
- 1892
- 1893
- 1894
- 1895
- 1896
- 1897
- 1898
- 1899
- 1900

Cet article recense les élections organisées durant l'année 1896.

## Élections nationales en 1896
Cette section concerne les élections législatives et présidentielles dans un état souverain, éventuellement fédéral, ainsi que leurs principaux référendums.
| Date        | État       | Élection ou référendum | Contexte      | Résultat |
| ----------- | ---------- | ---------------------- | ------------- | --- |
| 1896        | Mexique    | Présidentielle (en)    |               | Cette section est vide, insuffisamment détaillée ou incomplète. Votre aide est la bienvenue ! Comment faire ? |
| 1896        | Équateur   | Législatives (es)      |               | Cette section est vide, insuffisamment détaillée ou incomplète. Votre aide est la bienvenue ! Comment faire ? |
| Février     | Orange     | Présidentielle (en)    |               | Cette section est vide, insuffisamment détaillée ou incomplète. Votre aide est la bienvenue ! Comment faire ? |
| 8 mars      | Argentine  | Législatives (es)      |               | Cette section est vide, insuffisamment détaillée ou incomplète. Votre aide est la bienvenue ! Comment faire ? |
| 5 avril     | Espagne    | Générales              |               | Cette section est vide, insuffisamment détaillée ou incomplète. Votre aide est la bienvenue ! Comment faire ? |
| 8 mai       | Bolivie    | Présidentielle (es)    |               | Cette section est vide, insuffisamment détaillée ou incomplète. Votre aide est la bienvenue ! Comment faire ? |
| 9 juin      | Luxembourg | Législatives           |               | Cette section est vide, insuffisamment détaillée ou incomplète. Votre aide est la bienvenue ! Comment faire ? |
| 23 juin     | Canada     | Fédérales              |               | Alternance : victoire des libéraux. Wilfrid Laurier devient premier ministre.                                 |
| 25 juin     | Chili      | Présidentielle (es)    |               | Cette section est vide, insuffisamment détaillée ou incomplète. Votre aide est la bienvenue ! Comment faire ? |
| 5 juillet   | Belgique   | Législatives           |               | Cette section est vide, insuffisamment détaillée ou incomplète. Votre aide est la bienvenue ! Comment faire ? |
| 15 juillet  | Pays-Bas   | 1re Chambre (nl)       |               | Cette section est vide, insuffisamment détaillée ou incomplète. Votre aide est la bienvenue ! Comment faire ? |
| 4 octobre   | Suisse     | Référendums (de)       | 3 référendums | Cette section est vide, insuffisamment détaillée ou incomplète. Votre aide est la bienvenue ! Comment faire ? |
| 25 octobre  | Suisse     | Fédérales              |               | Cette section est vide, insuffisamment détaillée ou incomplète. Votre aide est la bienvenue ! Comment faire ? |
| 3 novembre  | États-Unis | Chambre (en)           |               | Cette section est vide, insuffisamment détaillée ou incomplète. Votre aide est la bienvenue ! Comment faire ? |
| 3 novembre  | États-Unis | Présidentielle         |               | Élection de William McKinley (R)[réf. nécessaire]                                                             |
| 1896 - 1897 | États-Unis | Sénat (en)             |               | Voir l'article Liste d'élections en 1897                                                                      |

## Élections en subdivisions nationales en 1896
Cette section concerne les élections législatives dans un État fédéré, une subdivision territoriale ou une colonie d'un État souverain, ainsi que leurs principaux référendums.
| Date                    | Subdivision           | État               | Élection ou référendum | Contexte                                                         | Résultat |
| ----------------------- | --------------------- | ------------------ | ---------------------- | ---------------------------------------------------------------- | --- |
| 8 janvier - 21 décembre | Suède                 | Suède-Norvège      | 1re Chambre (sv)       |                                                                  | Cette section est vide, insuffisamment détaillée ou incomplète. Votre aide est la bienvenue ! Comment faire ? |
| 15 janvier              | Manitoba              | Canada             | Générales (en)         |                                                                  | Cette section est vide, insuffisamment détaillée ou incomplète. Votre aide est la bienvenue ! Comment faire ? |
| Mars                    | Suriname              | Pays-Bas           | Législatives (nl)      |                                                                  | Cette section est vide, insuffisamment détaillée ou incomplète. Votre aide est la bienvenue ! Comment faire ? |
| 10 mars - 11 avril      | Quensland             | Empire britannique | Coloniales (en)        |                                                                  | Cette section est vide, insuffisamment détaillée ou incomplète. Votre aide est la bienvenue ! Comment faire ? |
| 25 avril                | Australie-Méridionale | Empire britannique | Coloniales (en)        |                                                                  | Cette section est vide, insuffisamment détaillée ou incomplète. Votre aide est la bienvenue ! Comment faire ? |
| 25 avril                | Australie-Méridionale | Empire britannique | Référendum (en)        | Système éducatif. Référendum simultané aux élections coloniales. | Approbation de la continuïté du système d'éducation publique, laïque et gratuite en vigueur, rejets de l'enseignement biblique dans les écoles publiques et de l'octroi d'une subvention par élève aux écoles religieuses. |
| 28 juin - 27 septembre  | Suède                 | Suède-Norvège      | 2de Chambre (sv)       |                                                                  | Cette section est vide, insuffisamment détaillée ou incomplète. Votre aide est la bienvenue ! Comment faire ? |
| 26 octobre - 4 novembre | Moravie               | Autriche-Hongrie   | Régionales (cs)        |                                                                  | Cette section est vide, insuffisamment détaillée ou incomplète. Votre aide est la bienvenue ! Comment faire ? |
| 29 octobre - 4 novembre | Hongrie               | Autriche-Hongrie   | Législatives (en)      |                                                                  | Cette section est vide, insuffisamment détaillée ou incomplète. Votre aide est la bienvenue ! Comment faire ? |
| Novembre                | Lippe                 | Empire allemand    | Législatives (de)      |                                                                  | Cette section est vide, insuffisamment détaillée ou incomplète. Votre aide est la bienvenue ! Comment faire ? |
| 4 - 6 novembre          | Chypre                | Empire britannique | Législatives (en)      |                                                                  | Cette section est vide, insuffisamment détaillée ou incomplète. Votre aide est la bienvenue ! Comment faire ? |
| 29 novembre             | Bulgarie              | Empire ottoman     | Législatives (en)      |                                                                  | Cette section est vide, insuffisamment détaillée ou incomplète. Votre aide est la bienvenue ! Comment faire ? |
| 4 - 19 décembre         | Nouvelle-Zélande      | Empire britannique | Législatives           |                                                                  | --> |